# パンツを捨てるサル
「パンツを捨てるサル」は、栗本慎一郎の人類学書。ニューアカブームの代表的著作「パンツをはいたサル」の続編。パンサル・シリーズの第二弾とも言える。
読書人向けの新聞で行われた、丸山圭三郎と、本書および「意味と生命」（青土社）発刊直後の栗本との対談で、丸山は本書を「パン捨て」と呼んでいる。
2005年に「パンツを脱いだサル」が新刊として現代書館から「パンツをはいたサル」の復刊版とともに出たときに、なぜか本書はパンサル・シリーズとして再発行されなかった。

## 概要
「幻想としての経済」所収の「病にかかった江戸時代」のなかで提起された江戸時代の人口増について、それが身体の変化（エヴォリューション）と社会の変化（レヴォリューション）のつながりを示唆するものであったのに、気づかなかった読者を批判することから始まる。
そして、脳内麻薬過剰分泌およびA10神経における正のフィードバックなどの脳神経系における変化や、レトロウイルスによる遺伝子書き換えや細胞表面にある神経伝達物質レセプターの増減などのウイルスによる人体への影響が、人類を進化、社会を大転換させる「快感進化論」を提起するところで終わる。
アメリカの中産階級に麻薬が静かに浸透しつつあるというデータや、生物は進化するほど神経伝達物質の化学構造が単純になるという学説なども、紹介される。
しかし、結局、江戸時代の人口増が日本人の身体と社会の変化にどう関係するのかについては詳述されていない。流感の減少による嬰児死亡率の低下が増加理由として挙げられるが、それが社会の変化とどう結びつくかについては具体的には語られていない。
また、本書は、過去から現在に至る人類の身体と社会の変化（来し方）に遡行するだけではなく、現在から未来への変化（行く末）の予兆をも示唆するが、その社会未来像はどういうものなのかの、具体的な予測は無い。ただ「変わる」ということだけが述べられた。

## 他著との関連
栗本のその後の著作「大転換の予兆」（東洋経済新報社）では、未来予測に関して、トフラーの「第三の波」やドラッカーの「新しい現実」などの米国フューチャリストの説が参照される。また後にクリントン政権における労働長官も務めた政治経済学者のロバート・ライシュが打ち出した「シンボリック・アナリスト」という概念も紹介された。それらが「パン捨て」で提起された社会の大転換の予測になっているとは言える。
伊勢史郎の「快感進化論 ヒトは音場で進化する」は、栗本が解説文を書いている。快感進化論は、栗本の造語であるが、伊勢はその書においてウイルス進化論には触れていない。暗黙知の階層を上がることを「進化」と読んでいる。
柄谷行人の「世界共和国へ」（岩波新書）では、かつて栗本が紹介した経済人類学者カール・ポランニーの交換様式（トランザクション）論に依拠しつつ、互酬、再分配、市場交換を越えるものとして、アソシエーションというトランザクションが提示される。そして、それを開示するのは、宗教的カリスマだとされる。さて、栗本が「過剰の蕩尽」「禁忌の侵犯」「パンツを脱ぐ」「快感による進化」などという言葉で言ってきたのは、要するに「変性意識状態」のことであり、柄谷のいう「宗教的カリスマによる開示」もそのような状態のことである。栗本もポランニー派だから当然、社会を諸交換様式の接合体として捉えるから、「パン捨て」で提起した「社会の変化」とはその接合体の変容のことである。既存の三つの交換様式のなかで市場交換という交換様式が肥大した社会（市場社会、資本主義社会）から、変性意識状態を経て、新たな交換様式の接合体へと変容する社会像を示したという点で、パンサル・シリーズ二著と柄谷のこの書は照応して読める。

## 反響
- 小浜逸郎の『ニッポン思想の首領たち』（宝島社）の「迷走する境界人 栗本慎一郎」という章のなかで、「レトロウイルスの遺伝子書き換え」という仮説に、さらに「ウイルスによるレセプターの増減」という仮説を重ねるのは、屋上屋を架すようなものではないか、という批判が載っている。
- 『加速する変容』（扶桑社）所収の、栗本と吉本隆明との対談において、吉本は、栗本がいうような江戸時代の人口増が市場社会化の前兆であるという考え方も、唯物史観的に説明できると言い、栗本理論との対立を見せた。